# Cisdem Duplicate Finder
Cisdem Duplicate Finder（シスデム デュプリケート ファインダー）は、Cisdem Inc.が提供する重複ファイル削除を目的としたソフトウェアである。
重複動画、音楽、画像、ドキュメント、アーカイブ、フォルダーなどに対応している。

## 主な機能

### 重複ファイル検索機能
重複したファイルを見つけ出す。
重複ファイル検索設定
- 速度優先：ファイルの一部をランダムに読み取り比較する。
- 精度優先：ファイル全体の内容を読み取り比較する。
- 簡単検索：ファイル名やサイズが同じであるファイルを検索する。

### 類似画像検索機能
似ている画像を見つけ出す。
類似度比較アルゴリズム設定
- 精度優先：ヒストグラムデータを比較する。
- 速度優先：pHashデータを比較する。
- さらに高精度：特徴点を比較する。

### 検索範囲設定機能
特定範囲のファイルのみ検索/検索から除外する。
- 特定のファイルサイズ範囲内のファイルを検索する
- 特定のファイルやフォルダを検索から除外する
- 特定のファイル形式を検索から除外する
- システムの隠しフォルダと隠しファイルを検索から除外する
- 特定のファイル形式のみ検索する
- ファイル形式の異なる画像の類似度を比較しない
- 特定比率内のサイズとアスペクト比が似ている画像を比較する

### プレビュー機能
見つけた重複ファイルと類似画像をグループ分けでプレビューする。
グループの並び替え
各グループの表示順を変更する。
- ファイル名で並び替え：ファイル名でグループを並び替える。
- ファイルサイズで並び替え：ファイルサイズの大きい/小さいグループを上に表示する。
- 各グループ内のファイル数で並び替え：ファイル数の多い/少ないグループを上に表示する。
- ファイル種類で並び替え：同じ形式のファイルを一緒に並ぶ。
- 選択状況で並び替え：削除するファイルを選択済み/選択していないグループを上に表示する。

3つのプレビューモード
各グループにある重複ファイルの違い（主に類似画像の違い）を分かりやすくするようソフト内でファイルをプレビューする。
- 「サムネイル」モード：ファイルを横並びして比較する。画像の場合、サムネイルの右上隅に類似度が表示される。
- 「リスト」モード：ファイルをリスト表示する。
- 「インフォ」モード：ファイルの詳細情報を表示する。画像の場合、サムネイルの右上隅に類似度が表示される。

表示するファイルの絞り込み
特定範囲のファイルのみ表示する。
- 重複ファイルのみ表示：類似画像を隠す。
- 選択されたファイルのみ表示：選択されていないファイルを隠す。
- すべてのファイルを表示：全てのファイルを表示する。
- 類似度で絞り込む：類似度が特定値以上（55-100まで設定できる）のファイルのみ表示する

### 削除機能
3つの削除方法
- ごみ箱に移動：重複ファイルをごみ箱に移動する（ごみ箱から復元可能）。
- 完全に削除：重複ファイルを完全に削除する（復元不可）。
- 指定フォルダーに移動：重複ファイルを削除せずに指定フォルダーにまとめる。

削除するファイルの自動選択
ファイルが多く、手動で1つ1つ選択し削除するのが面倒な場合、自動選択機能で一括選択する。
- ファイル名で選択
- 優先度順で選択（設定画面で各フォルダの優先度を設定）
- 日付が古い/新しいのを自動選択
- 解像度が高い/低いのを自動選択
- 品質が高い/低いのを自動選択
- すべて選択
- すべて選択解除

選択したファイルを削除
- グループ内の削除：グループ内で選択されたファイルを削除する。
- 一括削除：全ての選択されたファイルを削除する。

### その他
対応できるデバイス・ソフト
- 内蔵HDD
- 外付けHDD
- ネットワークボリューム
- （macOSのみ）写真/iPhotoライブラリ

## 開発史

### 2014年3月9日
Cisdem Duplicate Finder Mac版がリリースされた。

### 2021年11月10日
Cisdem Duplicate Finder Windows版がリリースされた。

### 2024年6月11日
Cisdem Duplicate Finder Android版がリリースされた。

### 2024年8月21日
Cisdem Duplicate Finder iOS版がリリースされた。

## 動作環境
|          | Mac版 | Windows版                                                        | Android版                   | iOS版                 |
| 動作環境 | - IntelまたはAppleシリコン プロセッサ | - 1GHz以上のIntelプロセッサ、AMDプロセッサ                       | Android 6.0、およびそれ以降 | iOS15、およびそれ以降 |
| 動作環境 | - 512MBの物理RAM（メモリー）もしくは以上 | - 512MBの物理的なRAM（メモリー）もしくは以上                     | Android 6.0、およびそれ以降 | iOS15、およびそれ以降 |
| 動作環境 | - インストールに50MB以上の空き容量 | - インストールに50MB以上の空き容量                               | Android 6.0、およびそれ以降 | iOS15、およびそれ以降 |
| 動作環境 | - OS X 10.11 El Capitan, macOS 10.12 Sierra, macOS 10.13 High Sierra, macOS 10.14 Mojave, macOS 10.15 Catalina, macOS 11.0 Big Sur, macOS 12.0 Monterey, macOS 13.0 Ventura, macOS 14.0 Sonoma 及び macOS 15.0 Sequoia | - Windows7, Windows8, Windows 10、Windows 11、64ビットのOSが必要 | Android 6.0、およびそれ以降 | iOS15、およびそれ以降 |